# Schloss Eberspoint

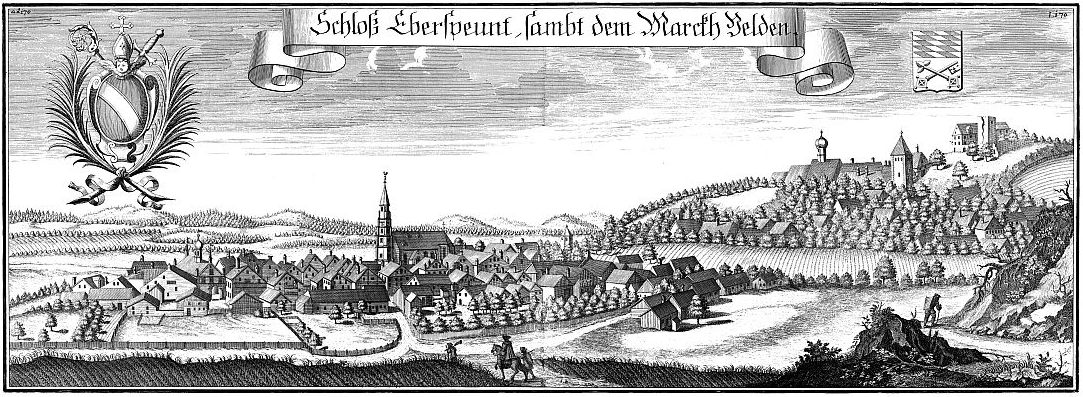
Schloss Eberspoint und Markt Velden nach einem Stich von Michael Wening (1726)

Das abgegangene Schloss Eberspoint lag in dem gleichnamigen Ort Eberspoint, heute einem Gemeindeteil des niederbayerischen Marktes Velden (Vils) im Landkreis Landshut. Das Schloss lag unmittelbar südöstlich der früheren Schlosskapelle und jetzigen Ortskirche St. Andreas von Eberspoint. Die Anlage wird als Bodendenkmal unter der Aktennummer D-2-7639-0044 als „untertägige mittelalterliche und frühneuzeitliche Befunde im Bereich des abgegangenen Schlosses in Eberspoint, darunter Spuren von Nebengebäuden, Vorgängerbauten bzw. älterer Bauphasen“ geführt.

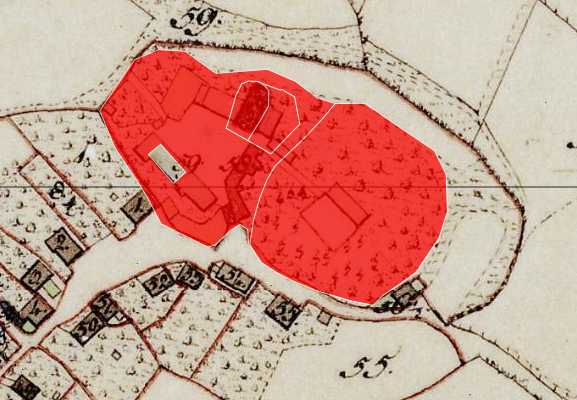
Lageplan von Schloss Eberspoint auf dem Urkataster von Bayern (um 1830)

## Beschreibung
Am Ostrand von Eberspoint liegt ein etwa 10 Meter hoher und steil geböschter Kegel mit einem Plateau von 27 × 27 Metern. Hier standen bis 1927 die Reste des Schlosses beziehungsweise der früheren Burg Eberspoint. Der früher umlaufende Graben ist auf der Ostseite noch als deutlich ausgeprägte Mulde zu bemerken. Zwei Ausgrabungen an der Westseite zeigen den Aufbau des Burgkegels aus Löß mit horizontalen Brandschichten. Im oberen Bereich befindet sich Ziegelschutt. Der zur Kirche anschließende westliche Bereich könnte mit seinen allseits offenbar künstlichen Böschungen zu einer Vorburg gehört haben. Heute befindet sich auf dem Burgkegel ein Wasserbehälter.
Nach dem Stich von Michael Wening von 1726 bestand das Schloss aus einem gotischen zweistöckigen Kastenbau mit einem Satteldach und einem danebenstehenden und schon brüchig gewordenen Turm. Wening schreibt über Eberspoint: „Im Pfleg-Amt der Herrschaft Eberspoint, so dem Hochstift Regensburg zugehörig, war auch ein Schloß. Es wird von einem Beamten verwaltet und bewohnt. Dieser Ort ist im guten Stande und auf einem Berg, Gerichts Biburg im Vilstal an dem Fluß große Vils genannt, zwischen beiden Märkten Velden und Biburg entlegen. Sankt Andreas ist in der Schloss-Kapelle Schutz-Patron.“ Das lange Gebäude hinter dem Turm hat sich bis zu Beginn unseres Jahrhunderts als Lagerkeller erhalten bzw. wurde als Gaststätte genutzt. Das Schloss wurde 1927/28 abgebrochen.

## Geschichte
Die Rodungs- und Siedlungszeit in dieser Gegend begann um das Jahr 700 n. Chr. unter den Agilolfinger Herzögen. Das agilolfingische Herzogsgut war um einen zentralen Herzogshof in Velden gelegen. Nach der Absetzung von Tassilo III. 788 durch Karl den Großen wurde das Gebiet zu einem Königsgut. Nach einer Urkunde vom 12. August 903 schenkte der Sohn des Kaisers Arnolf von Kärnten, Ludwig das Kind, auf den Rat seiner Mutter Oda das Gebiet südlich der Vils um Velden und damit auch mit Eberspoint an das Kloster St. Emmeram, dessen Äbte damals gleichzeitig die Bischöfe von Regensburg waren.
Im Jahr 934 wurde eine Burg auf einem künstlich erhöhten Hügel östlich der heutigen Kirche von dem Grafen Eberhard I. aus dem Geschlecht der Grafen von Ebersberg errichtet; von daher stammt auch der Name „Eberspoint“ als eine umzäunte Point des Grafen Eberhard. 1148/49 erscheint der Name des „miles“ Sieghard von Eberspoint (miles Sighardus de loco qui dicitur Eberespuinte) auf. Er wird dem Geschlecht der Herren von Fraunhofen, das sich nach dem Ort Altfraunhofen nannte, zugeordnet. Er stand im Dienste des Bischofs von Regensburg beziehungsweise des Klosters St. Emmeran, wobei die Vogteirechte von den Grafen von Dornberg-Schaumburg ausgeübt wurden. Diese Rechte kamen von dem Pfalzgrafen Rapoto III. von Ortenburg über seine Erbtochter Elisabeth von Ortenburg an Hartmann Graf von Werdenberg. Dieser verkaufte 1259 alle erheirateten Besitzungen an Herzog Heinrich XIII. von Bayern. Damit hatten auch die Wittelsbacher im Raum Velden Vogteirechte über die Hochstiftgüter erworben. In der Nachfolge des Sighardus saßen Ministeriale auf dem „castrum“ zu Eberspoint. Eberspoint beziehungsweise Alteberspoint wird dabei im Jahr 1145 urkundlich im Traditionsbuch des Klosters Aldersbach erwähnt. 1277 erwarb der Regensburger Bischof Leo Thundorfer von den Herzögen Otto, Ludwig und Stephan von Bayern das Hochgericht mit Sitz in Eberspoint. Zur Abrundung des Regensburger Besitzes schenkten diese drei Herzöge 1291 dem Bischof Leo die herzoglichen Güter, die rund um das Schloss Eberspoint lagen. Noch im gleichen Jahr übergab der Bischof das Hochgericht zu Eberspoint und Velden seinem Schwager Ulrich von Pinkofen. Diese Schenkungen machten eine Neuorganisation der Verwaltung notwendig, wobei sich Eberspoint zum Herrschaftsmittelpunkt entwickelte, da es in Velden keine Burg gab. 1328 ist hier Ulrich Reikher als Burgpfleger zu Eberspoint nachgewiesen. Eberspoint wurde um 1410 zu einer Hofmark mit dem Recht der niederen Gerichtsbarkeit, die auch Velden umfasste, erhoben. Als weitere Pfleger traten Thomas der Daxauer (1388), ein Feuer (1348), Meinhard der Partenhauser (1483) und Wolf Reicker (1506) auf. 1475 trat als erster Richter an der Seite des Pflegers Hans Puecher auf.
Im Landshuter Erbfolgekrieg wurden Schloss und Dorf Eberspoint 1504 niedergebrannt. Ab 1506 wurden Schloss und Dorf neu aufgebaut. Ab 1523 versuchten lutherische Winkelprediger, Handwerker auf der Ster und Veteranen, die lutherische Lehre zu verbreiten. Der Landesherr und der Grundherr, der Bischof von Regensburg, gingen energisch gegen die „Reformierten“ vor. In der Landesbeschreibung von Philipp Apian von 1560 wird in Eberspoint eine „arx magnifica“ (= großartige Burg) genannt. 1588 erhielt Eberspoint das Marktrecht, mit dem weitere Privilegien verbunden waren. In den letzten Kriegsjahren des Dreißigjährigen Krieges wurde die Gegend durch die Schweden bedroht und verwüstet. Die Inhaber der Höfe in Eberspoint waren der sehr drückend empfundenen Abgabe der Leibsteuer und weiterer Gülten an das Hochstift Regensburg und auch an die Wittelsbachsche Grundherrschaft unterworfen. Deswegen kam es 1757 zu einem Aufruhr mit tätlichen Ausschreitungen gegen den Pfleger von Eberspoint und 1795 sogar gegen den eigenen Amtskämmerer. Die den Aufruhr anführenden Bierbrauer mussten danach ihren Zorn drei Tage lang im Landgerichtskerker von Vilsbiburg und eine Stunde auf dem Marktplatz in Velden büßen, dabei mussten sie auf einer Bühne stehen und eine Tafel mit der Aufschrift „Beleidiger der vorgesetzten Obrigkeit“ um den Hals tragen. 1788 verlieh Kurfürst Karl Theodor von Bayern dem Markt Eberspoint zwei Jahrmärkte, die am Montag und Dienstag nach dem Dreifaltigkeitssonntag und am Montag und Dienstag nach dem Dionysiustag abgehalten wurden.
Durch die Säkularisation ging der Besitz an den Bayerischen Staat über. Der Brauer Michael Trappentreu aus Markt Schwaben erwarb Schloss und Gut Eberspoint für 12.000 Gulden und ließ das Schloss bis auf die Kirche und den Kasten auf dem Schloßberg abtragen. Die zur Hofmark gehörenden Besitzungen wurden zertrümmert und einzeln an Bauern verkauft. Der Schlosskasten wurde als Kellerwirtschaft geführt und erfreute sich um 1900 großer Beliebtheit. Dieses Gebäude wurde 1927/28 abgebrochen.